# Pleurogeophilus pluripes
Pleurogeophilus pluripes är en mångfotingart som beskrevs av Carl Graf Attems 1947. Pleurogeophilus pluripes ingår i släktet Pleurogeophilus och familjen storjordkrypare.
Artens utbredningsområde är Kenya. Inga underarter finns listade i Catalogue of Life.